# Iphiaulax ribesiferus
Iphiaulax ribesiferus är en stekelart som först beskrevs av François du Buysson 1897.  Iphiaulax ribesiferus ingår i släktet Iphiaulax och familjen bracksteklar. Inga underarter finns listade i Catalogue of Life.